# Габрієль Сільберштайн
Габрієль Сільберштайн (ісп. Gabriel Silberstein; нар. 17 жовтня 1974) — колишній чилійський тенісист.
Найвищу одиночну позицію світового рейтингу — 131 місце досяг 1 грудня 1997, парну — 261 місце — 13 червня 1994 року.
Здобув 1 одиночний титул.

## Фінали ATP Челленджер і ITF Ф'ючерс

### Одиночний розряд: 3 (1–2)
| Легенда              |
| -------------------- |
| ATP Челленджер (1–2) |
| ITF Ф'ючерс (0–0)    |

| Фінали за покриттям |
| ------------------- |
| Тверде (0–0)        |
| Ґрунт (1–2)         |
| Трава (0–0)         |
| Килим (0–0)         |

| Результат | В-П | Дата     | Турнір                   | Рівень     | Покриття | Суперник       | Рахунок       |
| --------- | --- | -------- | ------------------------ | ---------- | -------- | -------------- | ------------- |
| Перемога  | 1–0 | Сер 1992 | Рібейран-Прету, Бразилія | Челленджер | Ґрунт    | Маріо Табарес  | 7–6, 7–6      |
| Поразка   | 1–1 | Чер 1995 | Богота, Колумбія         | Челленджер | Ґрунт    | Жером Гольмар  | 6–2, 3–6, 2–6 |
| Поразка   | 1–2 | Лип 1996 | Оберштауфен, Німеччина   | Челленджер | Ґрунт    | Єнс Кніппшильд | 3–6, 7–5, 6–7 |

### Парний розряд: 2 (0–2)
| Легенда              |
| -------------------- |
| ATP Челленджер (0–2) |
| ITF Ф'ючерс (0–0)    |

| Фінали за покриттям |
| ------------------- |
| Тверде (0–0)        |
| Ґрунт (0–2)         |
| Трава (0–0)         |
| Килим (0–0)         |

| Результат | В-П | Дата     | Турнір            | Рівень     | Покриття | Партнер          | Суперники                      | Рахунок       |
| --------- | --- | -------- | ----------------- | ---------- | -------- | ---------------- | ------------------------------ | ------------- |
| Поразка   | 0–1 | Чер 1994 | Вайден, Німеччина | Челленджер | Ґрунт    | Еял Ран          | Томмі Го Нуно Маркес           | 3–6, 1–6      |
| Поразка   | 0–2 | Лис 1995 | Сантьяго, Чилі    | Челленджер | Ґрунт    | Ніколас Лапентті | Брендон Коуп Себастьєн Лебланк | 6–3, 5–7, 4–6 |

## Юніорські фінали турнірів Великого шолома

### Парний розряд: 1 (1 поразка)
| Результат | Рік  | Турнір                           | Покриття | Partnet      | Суперники                 | Рахунок       |
| --------- | ---- | -------------------------------- | -------- | ------------ | ------------------------- | ------------- |
| Поразка   | 1992 | Відкритий чемпіонат США з тенісу | Тверде   | Марсело Ріос | Ерік Тайно Джиммі Джексон | 3–6, 6–3, 1–6 |